# 自然社本宮
自然社本宮（しぜんしゃほんぐう）は、和歌山県伊都郡高野町にある神社。森羅万象の根源である宇宙の大元霊（だいげんれい）を指す皇大神を祭神とする。

## 歴史
1963年（昭和38年）12月7日の創建。自然社創設者の橋本郷見が中心となって建立された。本年は６2年になる。

## 祭神
祭神は皇大神。

## 祭礼
毎月の月次祭（つきなみさい）は27日、例大祭は10月27日）に執り行われる。
- 1日 - 永代供養月次祭。春と秋の彼岸の際は中日に大祭を執り行う
- 3日 - 水子供養月次祭
- 19日 - 万国戦没者慰霊殿月次祭。年大祭は9月19日
- 21日 - 御替象謝恩祭（ごたいしょうしゃおんさい）

## 所在地
- 和歌山県伊都郡高野町花坂163-9

## 交通
- 自動車
  - 国道370号または国道480号
- 鉄道
  - 南海電気鉄道高野線・紀伊細川駅下車、徒歩7.5km
  - JR和歌山線・笠田駅下車　かつらぎ町コミュニティバス（花園行き）フリー乗降区間、花坂下車　徒歩3㎞
  - JR和歌山線・笠田駅下車　かつらぎ町コミュニティバス（丹生都比売神社前行き）丹生都比売神社前下車　　徒歩4km
  - JR和歌山線・下井阪駅下車　紀の川市地域巡回バス　オーストリート前（下志賀行き）　下志賀下車　　徒歩5km